# Dünen-Rot-Schwingel
Der Dünen-Rot-Schwingel (Festuca arenaria) ist eine Pflanzenart aus der Gattung Schwingel (Festuca) innerhalb der Familie der Süßgräser (Poaceae).

## Beschreibung

### Vegetative Merkmale
Der Dünen-Rot-Schwingel ist eine ausdauernde krautige Pflanze und erreicht Wuchshöhen von 10 bis 70 Zentimetern. Er bildet lange Ausläufer und wächst daher locker rasig. Die meist sieben Rippen der Blattoberseiten sind dicht flaumig behaart. Sklerenchymbündel finden sich auf der Blattoberseite auf allen Rippen, auf der Unterseite nur in Inseln.

### Generative Merkmale
Die Ährchen sind bis zu 10 Millimeter lang. Die oberen Hüllspelzen sind bis zu 6,8 Millimeter lang. Die dreinervigen, weich behaarten Deckspelzen sid 6 bis 9,7 Millimeter lang und sind scharf zugespitzt.

## Ökologie
Beim Dünen-Rot-Schwingel handelt es sich um einen Hemikryptophyten.

## Vorkommen
Der Dünen-Rot-Schwingel kommt vor an den Küsten Nord- und Nordwesteuropas bis zum Baltikum. Er ist in Deutschland an der Nord- und Ostsee auch auf den Inseln verbreitet. Dieses Gras wächst in Strandhaferdünen (Weißdünen) und Küsten-Sandschillergras-Rasen. Der Dünen-Rot-Schwingel ist pflanzensoziologisch eine Charakterart des Verbands Koelerion albescentis, kommt aber auch in Pflanzengesellschaften des Verbands Ammophilion vor.

## Systematik
Die Erstveröffentlichung von Festuca arenaria erfolgte 1788 ducht Pehr Osbeck in Utkast til Flora Hallandica S. 8. Ein Synonym oder das akzeptierte Taxon ist Festuca rubra subsp. arenaria (Osbeck) F.Aresch. Bei manchen Autoren werden zwei Unterarten genannt: Festuca arenaria subsp. arenaria und Festuca arenaria subsp. oraria.
Die Art Festuca arenaria gehört zur Rot-Schwingel-Gruppe (Festuca rubra agg.).